# Fraternité académique Olympia de Vienne
La Fraternité académique Olympia de Vienne, en allemand Akademische Burschenschaft Olympia, est une Burschenschaft (fraternité étudiante) pratiquant le Mensur à Vienne. Elle est membre de la Deutsche Burschenschaft et de la Burschenschaftliche Gemeinschaft. Aujourd'hui, l'Olympia est surtout connu par le public pour ses liens avec l'extrême droite. Selon le centre autrichien d'archives et de documentation sur la résistance (DÖW), l'organisation est d'orientation néonazie, pangermaniste, antisémite et négationniste.
En 2012, Marine Le Pen est critiquée pour avoir assisté à un bal organisé par la Fraternité. SOS Racisme et l'Union des étudiants juifs de France critiquent sa participation, estimant qu'elle « piétine [...] les valeurs républicaines » en s'associant, selon SOS Racisme, à une « corporation secrète, interdite aux Juifs et aux femmes, dont les membres ont pour mission de véhiculer des idées néonazies ».

## Membres connus
- Heinrich Albrecht (1866–1922), bactériologiste
- Norbert Burger (1929–1992), homme politique (FPÖ, NDP)
- Franz Chvostek (1864–1944), du mouvement völkisch
- Wilhelm Exner (1840–1931), président de Österreichischen Gewerbevereins
- Martin Graf (* 1960), homme politique (FPÖ)
- Eugen Gura (1842–1906),
- Johann Ernst Hintz (1845–1920), homme politique
- Anton Jerzabek (1867–1939),
- Helmuth Josseck (1921–2007), homme politique (FPÖ),
- Dietbert Kowarik (* 1974), homme politique (FPÖ),
- Ernst Marno (1844–1883),
- Heinrich Mataja (1877–1937), homme politique (CS),
- Rainer Pawkowicz (1944–1998), homme politique (FPÖ),
- Richard Rezar (1922–2000), homme politique (FPÖ)
- Martin Sellner (* 1989), co-dirigeant de Identitäre Bewegung Österreichs (en),
- Harald Stefan (* 1965), homme politique (FPÖ),
- Artur Stölzel (1868–1933),
- Karl Tackert (1837–1912),
- Walther Weißmann (1914–2002), homme politique (ÖVP),
- Rudolf Weyr (1847–1914).